# Dytikes Aktes Kefalonias - Steno Kefalonias Ithakis - Voreia Ithaki (Akrotiria Gero Gkompos - Drakou Pidima - Kentri - Ag. Ioannis)
Dytikes Aktes Kefalonias - Steno Kefalonias Ithakis - Voreia Ithaki (Akrotiria Gero Gkompos - Drakou Pidima - Kentri - Ag. Ioannis) este o arie protejată (arie specială de conservare — SAC, sit de importanță comunitară — SCI) din Grecia întinsă pe o suprafață de 18.767,65 ha, integral pe uscat.

## Localizare
Centrul sitului Dytikes Aktes Kefalonias - Steno Kefalonias Ithakis - Voreia Ithaki (Akrotiria Gero Gkompos - Drakou Pidima - Kentri - Ag. Ioannis) este situat la coordonatele 38°23′13″N 20°30′27″E / 38.386821°N 20.507502°E.

## Înființare
Situl Dytikes Aktes Kefalonias - Steno Kefalonias Ithakis - Voreia Ithaki (Akrotiria Gero Gkompos - Drakou Pidima - Kentri - Ag. Ioannis) a fost declarat sit de importanță comunitară în martie 2002 pentru a proteja 2 specii de animale. Situl a fost protejat și ca arie specială de conservare în martie 2011.

## Biodiversitate
Situată în ecoregiunile marină mediteraneană și mediteraneană, aria protejată conține 4 habitate naturale: Straturi cu Posidonia (Posidonion oceanicae), Golfuri mici largi și golfuri puțin adânci, Recifuri, Peșteri marine scufundate complet sau parțial.
La baza desemnării sitului se află mai multe specii protejate:
- mamifere (1): delfin mare (Tursiops truncatus)
- reptile (1): Chelonia mydas

Pe lângă speciile protejate, pe teritoriul sitului au mai fost identificate 1 specie de plante, 7 specii de mamifere, 1 specie de nevertebrate.